# 滨海大桥
滨海大桥，是天津市津南区葛沽镇西关村与滨海新区胡家园街道于庄镇交界处跨越海河的一座大型桥梁，全长2838米，主桥跨度364米，属于长深高速，2001年7月1日正式开工建设，2003年9月7日，大桥主跨正式合龙，是天津市海河下游重要的跨海河通道之一。